# Soróchinsk
Soróchinsk (del ruso: Соро́чинск) es una ciudad del óblast de Oremburgo, en Rusia, centro administrativo del raión homónimo. Está situada a orillas del río Samara, un afluente del Volga, a 151 km al noroeste de Oremburgo, la capital del óblast. La ciudad más cercana es Buzuluk, a unos 70 km al norte.

## Historia
Soróchinsk fue fundada en 1737 como una fortaleza de nombre Soróchinskaya (Сорочинская). El nombre proviene de un afluente del Samara, el Soroka. Poco después se formó un pueblo a su alrededor, de nombre Soróchinskoye (Сорочинское). Durante la rebelión de Pugachov, fue tomada y destruida por los rebeldes en 1774. Más tarde perdería su papel defensivo para convertirse en una localidad normal. 
En 1876 fue conectada al ferrocarril, lo que trajo un poco de desarrollo al comercio y a la industria. Recibió el estatus de ciudad en 1945, rebautizándose como Soróchinsk. A partir de la década de 1970 se empiezan a explotar los yacimientos de petróleo y gas natural de la zona.

## Demografía
| Gráfica de evolución de Soróchinsk entre 1939 y 2020 |
|                                                      |

## Economía y transporte
Además de la extracción de petróleo y gas natural, también hay empresas desarrolladas a la producción agrícola y su procesamiento en alimento.
La localidad está conectada al ferrocarril Samara-Oremburgo, mediante la estación Soróchinskaya. También pasa por al localidad la autopista rusa M5 Ural.